# Imperi Neobabilònic

Expansió aproximada de l'Imperi Neobabilònic durant el regnat de Nabonid (556-539 aC).

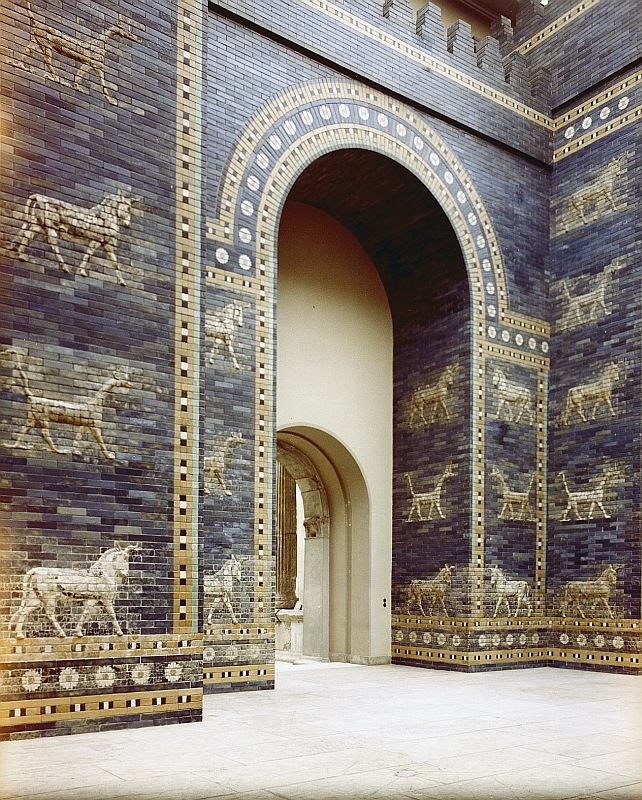
La porta d'Ixtar de Babilònia tal com està reconstruïda al Museu Pergamon de Berlín

L'Imperi Neobabilònic o Segon Imperi Babilònic, va ser un període dins la història de Mesopotàmia que es va iniciar l'any 626 aC i va acabar l'any 539 aC. Durant els tres segles precedents, Babilònia havia estat governada per pobles de llengua acàdia i pels seus veïns del nord, Assíria. Un any després de la mort del governant assiri, Assurbanipal, el 627 aC, l'Imperi Assiri va entrar en una sèrie de brutals guerres civils. Babilònia es va rebel·lar sota Nabopolassar, un membre de la tribu dels caldeus que hi havia migrat al segle ix aC. Aliats amb els pobles medes, perses, escitis i cimeris saquejaren la ciutat de Nínive l'any 612 aC (episodi molt comentat a la Bíblia), i la seu de l'imperi va passar a ser Babilònia que no ho era des que morí Hammurabi al segle xviii aC. Durant aquest període va millorar l'economia, l'arquitectura, les arts i les ciències.
El Període Neobabiloni va finalitzar amb el regnat de Nabònides el 539 aC. Els perses de Cir el Gran finalment van conquerir l'imperi neobabilònic després de vèncer en la batalla d'Opis.

## Art
Durant l'era neobabilònia es van reverenciar les obres artístiques babilòniques dels segles passats. Per exemple van trobar una estàtua antiga de Sargon d'Accad i per aquest motiu es va erigir un temple dedicat a ell. També Nebuchadnezzar va excavar per tal de cercar els fonaments de Naram-Suen. De la mateixa manera els neobabilonis van tornar a les pràctiques de l'imperi sargònida (imperi accadià) d'escollir una filla del rei com serventa de la divinitat de la Sin.

## Vida econòmica
Es van posar en conreu noves grans superfícies de terra i es va estendre el sistema d'irrigació. El seu sistema era de finques molt extenses.
Les ciutats tenien autonomia local i rebien privilegis especials per part del rei. Els centres de les ciutats eren els temples.

## Dinastia neobabilònia

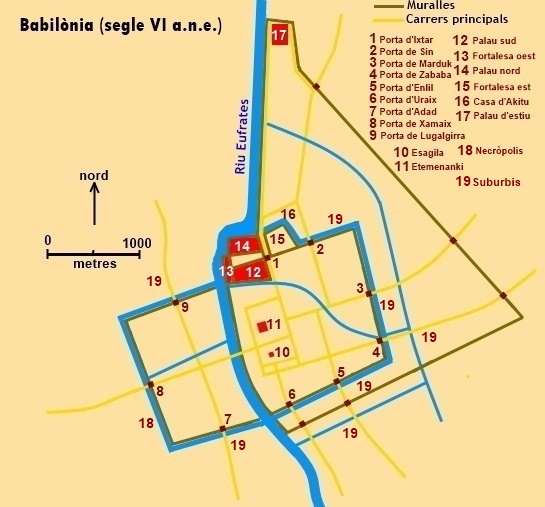
Plànol de Babilònia (segle VI a.n.e.)

Dinastia XI de Babilònia (Neo-Babilònia)
- Nabu-apla-usur 626 – 605 aC
- Nabu-kudurri-usur II 605 – 562 aC
- Amel-Marduk 562 – 560 aC
- Neriglissar 560 – 556 aC
- Labaši-Marduk 556 aC
- Nabònides 556 – 539 aC